# Одра (футбольный клуб, Ополе)
«О́дра» (пол. Opolski Klub Sportowy "Odra") — польский футбольный клуб из города Ополе, играющий в Первой лиге. Клуб основан в 1945 году.

## Достижения
- Третье место в Первой лиге — 1963/64.
- Третье место в кубке Польши — 1961/62.
- Полуфинал кубка Польши — 1954/55, 1961/1962, 1966/67, 1980/81, 2000/01 (5).
- Кубок лиги — 1977.
- Участие в Кубке Интертото — 1961/1962, 1963/1964, 1964/1965, 1968/1969, 1969/1970, 1972/1973.
- Полуфинал Кубка Интертото — 1963/64.
- Чемпион Польши среди юниоров — 1972.
- Вице-чемпион Польши среди юниоров — 1968,1976,1981.
- Игра в кубке УЕФА — 1977/1978.